# 雨貝二郎
雨貝 二郎（あまがい じろう、1945年（昭和20年）4月13日 - ）は、日本の通産官僚。人事院公平局長。ダイエー会長を歴任。茨城県出身。

## 人物
経産省官僚から、過剰債務企業の代表格と見られたダイエーに会長として横滑りした。当初は「経産省によるダイエー再建」に当たってきたが、2004年、同社高木邦夫社長の下、UFJ銀行・三井住友銀行・みずほコーポレート銀行の主力三行との話し合いの末、竹中平蔵金融担当大臣下の金融庁による銀行救済のための不良債権減らしの目玉とされ、産業再生機構入りが決定された。

## 略歴
- 茨城県立土浦第一高等学校卒業
- 東京大学経済学部卒業
- 1968年（昭和43年）4月：通商産業省入省、重工業局総務課
- 1971年（昭和46年）1月：貿易局経済協力課
- 1973年（昭和48年）6月：オックスフォード大学留学
- 1975年（昭和50年）7月：資源エネルギー庁海洋開発室
- 1977年（昭和52年）2月：産業政策局企業行動課
- 1979年（昭和54年）4月：国土庁地方振興局地方都市整備課
- 1980年（昭和55年）6月：大臣官房総合エネルギー対策推進本部
- 1981年（昭和56年）6月：経済企画庁調整局調整課
- 1982年（昭和57年）4月：資源エネルギー庁長官官房エネルギー企画官
- 1983年（昭和58年）4月：通商政策局国際経済部通商関税課長
- 1985年（昭和60年）：産業政策局大規模小売店舗調整官
- 1987年（昭和62年）6月：大臣官房参事官（労務担当）
- 1988年（昭和63年）5月：基礎産業局基礎化学品課長
- 1990年（平成2年）7月：産業政策局産業構造課長
- 1991年（平成3年）6月：立地公害局総務課長
- 1994年（平成6年）6月：資源エネルギー庁石炭部長
- 1995年（平成7年）4月：人事院公平局審議官
- 1997年（平成9年）1月：人事院公務員研修所長
- 1999年（平成11年）7月：人事院公平局長
- 2000年（平成12年）12月：株式会社ダイエー顧問
- 2001年（平成13年）1月：株式会社ダイエー代表取締役会長
- 2002年（平成14年）2月：株式会社ダイエー取締役会長
- 2002年（平成14年）6月25日：財団法人水府明徳会評議員
- 2004年（平成16年）6月：日本アルコール販売株式会社代表取締役社長
- 2004年（平成16年）6月：日本アルコール物流株式会社代表取締役社長
- 2004年（平成16年）6月：信和アルコール産業株式会社代表取締役社長
- 2004年（平成16年）6月：アルコール海運倉庫株式会社代表取締役
- 2006年（平成18年）3月：日伯エタノール株式会社代表取締役社長
- 2006年（平成18年）6月：日本アルコール販売株式会社代表取締役会長兼社長

## 同期入省者
同期に、村田成二（事務次官）、一柳良雄、鴇田勝彦（TOKAI社長、中小企業庁長官）、山田豊（鹿島液化ガス共同備蓄社長、岩谷産業専務、通産研究所次長）、水谷四郎、喜田勝治郎（国際石油開発専務、国土庁官房審議官）など。